# Systellommatophora
Systellommatophora – klad ślimaków płucodysznych (Pulmonata), obejmujący blisko 200 gatunków lądowych, morskich i słodkowodnych, charakteryzujących się brakiem muszli oraz położeniem otworu odbytowego na końcu ciała. Klasyfikowane są, w zależności od przyjętej klasyfikacji, w randze podrzędu, rzędu lub kladu bez rangi taksonomicznej. W Polsce nie występują. 

## Systematyka
Nazwa Systellommatophora została zaproponowana w 1948 przez amerykańskiego malakologa H. A. Pilsbry'ego jako rząd obejmujący rodzinę Veronicellidae. Obecnie zaliczane są do niego dwie rodziny:
- Onchidiidae
- Veronicellidae

Część systematyków do Systellommatophora zalicza jeszcze rodzinę Rathouisiidae, ale nie znaleziono synapomorfii, które potwierdzałyby monofiletyzm tak zdefiniowanego taksonu.